# Roberto Martínez Ruiz
Roberto Martínez Ruiz (Buenos Aires, Argentina, 13 de febrero de 1916 – ibídem, 29 de octubre de 2002) fue un abogado y jurista argentino con especialidad en el Derecho Civil, y profesor universitario.

## Estudios y actividad docente
Estudió en la  Facultad de Derecho de la Universidad de Buenos Aires en la que se recibió de abogado en 1937 con medalla de oro y con un promedio de 9,68 que le hizo merecedor del premio Alberto Tedín Uriburu, que se daba al graduado con más elevado promedio en todas la materias. En 1943 obtuvo su doctorado con una tesis sobre La colación en el derecho sucesorio que mereció el premio Eduardo Prayones, que le otorgó un jurado presidido por Salvador Fornieles.
En la misma facultad se inició en la docencia en 1938 como ayudante del seminario de Derecho Civil dirigido por Héctor Lafaille en 1947 fue designado Profesor adjunto, en 1955 subdirector del Instituto de Enseñanza Práctica Forense, en 1960 profesor regular adjunto de Derecho Civil y luego titular hasta 1973 en que renunció. En 1981 fue nombrado profesor consulto y entre 1982 y 1983 fue vicedecano de la facultad. Fue asimismo jurado en numerosos concursos de profesores.

## Actividad profesional y académica
Pasó por la administración de justicia como secretario de un juzgado civil 1942 y 1946, y se retiró a ejercer privadamente su profesión, si bien en varias oportunidades  fue nombrado conjuez federal para la Capital Federal y también de la Corte Suprema de Justicia.
En 1945 Martínez Ruiz escribió "La Constitución Argentina anotada con la jurisprudencia de la Corte Suprema" y, más adelante colaboró de la obra Código Civil Anotado que dirigió Eduardo Busso.
En 1978 se incorporó a la Academia Nacional de Derecho y Ciencias Sociales de Buenos Aires, ocasión en que habló sobre Lo permanente y lo nuevo en derecho civil y fue presidente de la entidad  entre 1998 y 2001. En 1990 fue designado miembro de la Academia Nacional de Ciencias de Buenos Aires y su discurso de presentación fue sobre La interpretación de la ley y la justicia.
Roberto Martínez Ruiz falleció en Buenos Aires el 29 de octubre de 2002.